# Atlantische kroontiran
De Atlantische kroontiran (Onychorhynchus swainsoni; synoniem: Onychorhynchus coronatus swainsoni) is een zangvogel uit de familie Onychorhynchidae.

## Naamgeving
De wetenschappelijke naam van deze soort werd voor het eerst geldig gepubliceerd in 1858 door de Oostenrijkse ornitholoog August von Pelzeln. Hij noemde deze soort swainsoni ter ere van de Britse natuurwetenschapper William Swainson.

## Kenmerken
De Atlantische kroontiran is ongeveer 17 centimeter groot. Het is een bruine middelgrote vogel, die gekenmerkt wordt door een kam op zijn kop. Verder vertoont deze soort seksuele dimorfie. Het mannetje heeft een rode kam op zijn kop. Het hoofd van het vrouwtje daarentegen wordt bekroond door een oranje kam.

## Verspreiding en leefgebied
Deze vogel is endemisch in Brazilië en komt daar enkel voor in de staten Rio de Janeiro, São Paulo en Paraná. De natuurlijke habitats zijn subtropische of tropische vochtige laagland bossen op een hoogte van tussen de 0 en 800 m boven zeeniveau. De habitats liggen in het bioom Atlantisch Woud.

## Voeding
De Atlantische kroontiran voedt zich met insecten zoals libellen, vlinders en wespen.

## Status
De grootte van de populatie wordt geschat op 600-1700 volwassen vogels. De soort geniet onder andere bescherming in het natuurpark Itatiaia en de staatsparken in de Serra do Mar. Desondanks wordt de soort bedreigd door habitatverlies en habitatfragmentatie waardoor de populaties in aantal afnemen. Om deze redenen staat de Atlantische kroontiran als kwetsbaar op de Rode Lijst van de IUCN.

## Fotogalerij

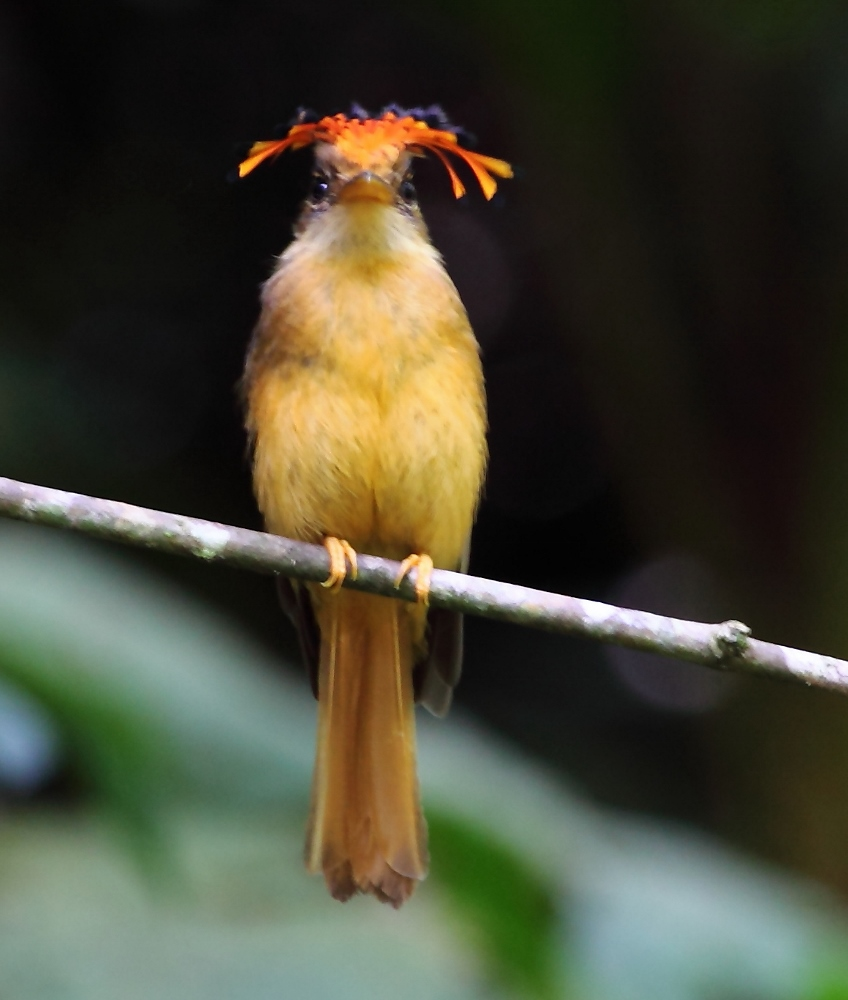
Een Atlantische kroontiran in de omgeving van Tapiraí, Brazilië.
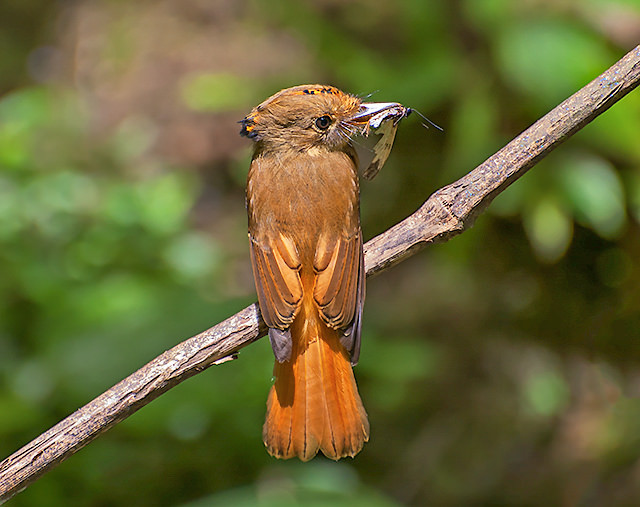
Atlantische kroontiran met vlinder als prooi.